# Marianne Peronard
Marianne Peronard Thierry (Valparaíso, 13 de desembre de 1932-Viña del Mar, 15 d'abril de 2016) va ser una acadèmica xilena d'ascendència danesa especialitzada en lingüística i filologia.
Va néixer a Valparaíso, filla del danès Kay Peronard i Anita Thierry, tots dos acadèmics de la Pontifícia Universitat Catòlica de Valparaíso (PUCV). Va estudiar en el Col·legi Alemany i en el Liceu 2 de Niñas de la seva ciutat natal, i després va ingressar a pedagogia en anglès en la Universitat de Xile, des d'on es va llicenciar el 1956. El 1979 va realitzar un doctorat en filosofia amb esment en filologia romana de la Universitat de Xile.
El 1959 va començar a treballar com a professora de morfosintaxi de l'anglès a la Universitat Catòlica de Valparaíso. Juntament amb el professor Luis Gómez Macker, va desenvolupar importants estudis en els camps de la psicolingüística i la sociolingüística. També va estudiar la realitat bilingüe de l'Illa de Pasqua, i va crear el Doctorat en Lingüística de la PUCV. En aquesta universitat també es va exercir com a membre del Consell Superior, vice-degana de la Facultat de Filosofia i Educació, directora de l'Institut de Literatura i Ciències del Llenguatge, i directora fundadora de la carrera de periodisme.
Va ser membre de nombre de l'Acadèmia Xilena de la Llengua i membre corresponent de la Reial Acadèmia Espanyola. En 2002 va ser guardonada amb l'Orde al Mèrit Docent i Cultural Gabriela Mistral, en qualitat de Gran Comendador.
Va contreure matrimoni amb l'enginyer químic Hugo Tampier Bittner, amb qui va tenir sis fills.

## Obres
- Mente, lenguaje y cultura (1978).
- Comprensión de textos escritos: de la teoría a la sala de clases (1997); en coautoria amb Luis Gómez Macker, Giovanni Parodi Sweis i Paulina Núñez Lagos.
- El lenguaje humano. Léxico fundamental para la iniciación lingüística (2005); en coautoria amb Luis Gómez Macker.
- Saber leer (2010); en coautoria amb Romualdo Ibáñez i Giovanni Parodi